# Вирус герпеса человека 7 типа
Вирус герпеса человека 7 типа или герпесвирус человека тип 7 (ВГЧ-7, англ. Human betaherpesvirus 7, ранее англ. Human herpesvirus 7) — вид вирусов из семейства герпесвирусов, способный инфицировать человека. Вирус относится к подсемейству бетагерпесвирусов, наряду с ВГЧ-6 и цитомегаловирусом. ВГЧ-7 часто действует совместно с ВГЧ-6, вместе они относятся к роду Roseolovirus. Вирус впервые был изолирован в 1990 году из CD4+ Т-лимфоцитов периферической крови. В 2016 году был переименован для отображения подсемейства, к которому относится.

## Вирология

### Структура
Зрелые вирусные частицы составляют около 170 нм в диаметре.
Геном ВГЧ-7 близок к геному ВГЧ-6, однако меньше его приблизительно на 10%; имеет около 145 тысяч пар оснований. Есть несколько ключевых различий в геноме ВГЧ-6 и ВГЧ-7, однако их значение для репликации пока неизвестно.

### Клеточные эффекты
ВГЧ-7 присутствует в основном в CD4+ Т-клетках, однако только в определенных их типах. Чтобы попасть в Т-клетку, ВГЧ-7, в отличие от ВГЧ-6, задействует CD4, и, возможно, другие гликопротеины поверхности клетки.
Приблизительно через неделю после инфекции ВГЧ-7, вирус начинает подавлять транскрипцию CD4. Поскольку ВИЧ также использует CD4 в качестве рецептора, инфекция ВГЧ-7 может оказывать влияние на ВИЧ-инфекцию, однако конкретные эффекты такого влияния пока неясны. Инфекция ВГЧ-7 может реактивировать ВГЧ-6-инфекцию.
ВГЧ-7 может иметь также другие эффекты на клетки. Среди них синцитий, случайный апоптоз, поддержка латентной инфекции и влияние на уровень определённых цитокинов.

## Эпидемиология
Более 95 % взрослых инфицированы и имеют иммунитет против ВГЧ-7, и более 75 % перенесли инфекцию в возрасте до 6 лет. Первичное инфицирование происходит, как правило, в возрасте от 2 до 5 лет, то есть позже инфицирования ВГЧ-6.

## Диагностика и лечение
У взрослых, специфичные эффекты ВГЧ-7, отдельные от ВГЧ-6, изучены недостаточно. Присутствие ВГЧ-7 может быть определено методом LAMP (англ. loop-mediated isothermal amplification) и ПЦР в реальном времени.
Специфичного лечения инфекции ВГЧ-7 не существует, могут использоваться противовирусные препараты широкого спектра, в частности валацикловир и ганцикловир.